# تاريخ العبودية في ولاية فيرمونت

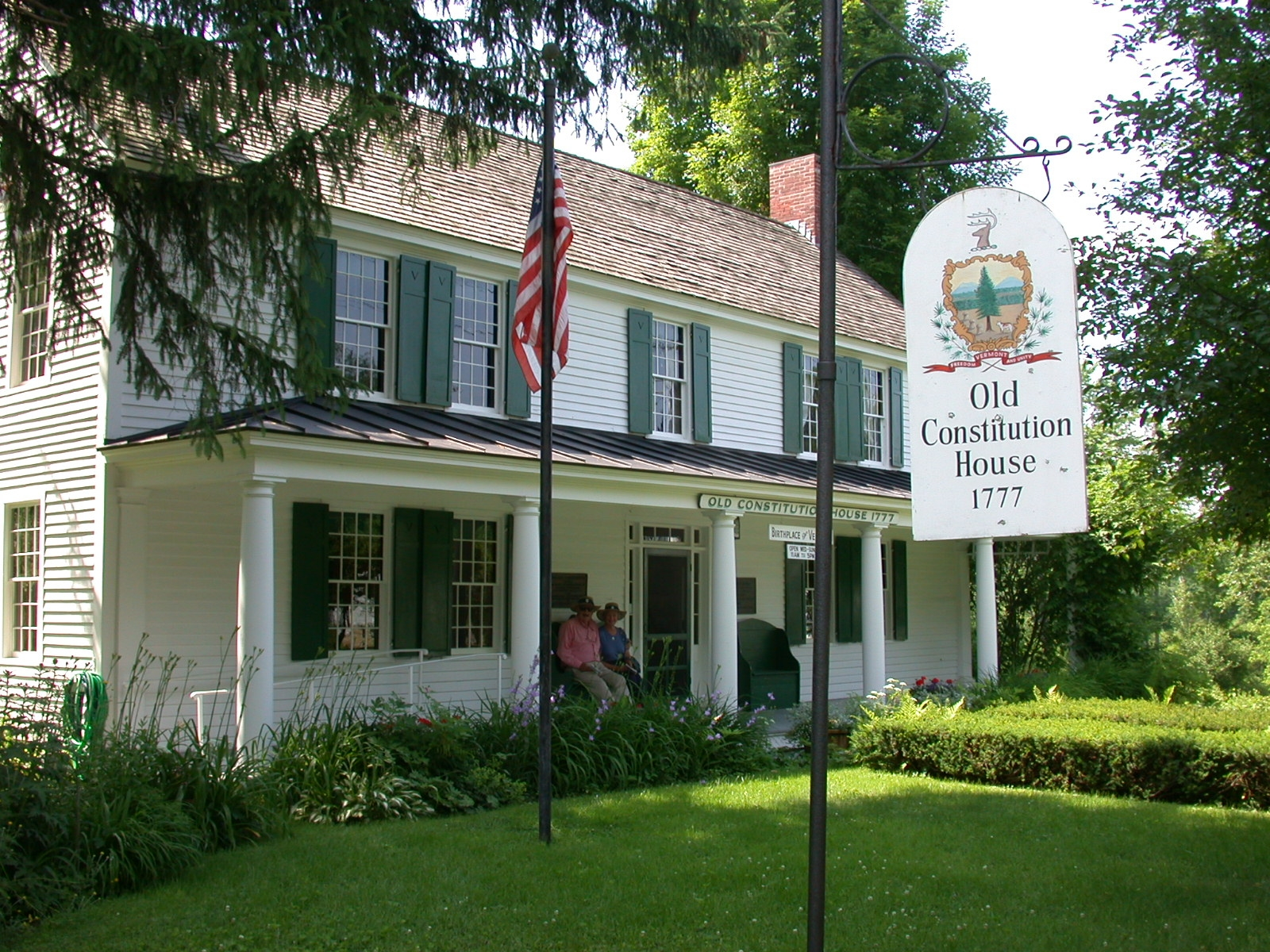
بيت الدستور في فيرمونت

ألغيت عبودية البالغين في ولاية فيرمونت في يوليو عام 1777 بموجب حكم في دستور الولاية ينص على أن العبيد الذكور يصبحون حرا في عمر 21 عامًا والإناث في عمر 18 عامًا ومع ذلك، فإن انتهاكات القانون ضد العبودية البالغة لم تكن غير عادية.[بحاجة لمصدر]

ذكر في الفصل الأول من الدستور بعنوان «إعلان حقوق سكان ولاية فيرمونت»: 
تم إنشاء ولاية فيرمونت في عام 1777 من قبل سياسيين في ولاية فيرمونت يتحدون نيويورك التي زعمت آنذاك أن فيرمونت كان جزءًا قانونيًا منها، وخلق حكومة شعبية تمثل مصالحهم من بينها إلغاء الرق. بعد عام 1777، تم رفض فيرمونت مرارًا وتكرارًا الانضمام إلى الاتحاد ووجدت كدولة غير معترف بها إلى حد كبير حتى تم قبولها في الاتحاد كدولة رابعة عشر في عام 1791. أدى انضمام فيرمونت إلى الاتحاد إلى جعل الدولة خاضعة لشرط العبيد الهاربين من دستور الولايات المتحدة (المادة 4، القسم 2، الفقرة 3) التي تتطلب عبيدًا هاربين يفرون إلى ولاية تمنع قوانينها من الرق. في وقت لاحق خضعت الولاية لقوانين الرقيق الهاربين لعامي 1793 و1850، مما سمح لأصحاب العبيد باستعادة العبيد الهاربين الذين فروا إلى فيرمونت.
يشير كتاب هارفي أماني ويتفيلد الذين يدعىمشكلة العبودية في فيرمونت المبكر إلى أن من بين من انتهكوا إلغاء العبودية قاضي المحكمة العليا في فيرمونت ستيفن جاكوب وليفي ألين، شقيق الزعيم العسكري إيثان ألين.
في تعداد الولايات المتحدة 1790 أحصى 16 عبدًل في ولاية فيرمونت، وجميعهم في مقاطعة بينينجتون. في عام 1870، قام كبير موظفي مكتب الإحصاء الذي كان من فيرمونت، بتغيير الحالة المبلغ عنها لـ16 إلى «الآخر الحر»، مدعيا أن التقرير الأصلي كان خطأ. سواء كان ذلك حقا خطأ هو مسألة بعض الخلاف. لم يصل تعداد الولايات المتحدة لعام 1790 إلى فيرمونت حتى العام التالي 1791؛ لأن حكومة فيرمونت اتخذت موقفًا من أن فيرمونت لم يكن جزءًا من الولايات المتحدة حتى انضمامها إلى الاتحاد عام 1791.